# Accesibilidad web
La accesibilidad web es la práctica inclusiva de garantizar la accesibilidad a los sitios web, y que  las herramientas y las tecnologías estén diseñados y desarrollados para que las personas con discapacidad puedan usarlas. Más específicamente, que todos aquellos usuarios puedan percibir, comprender, navegar, interactuar y contribuir con la web.
La Organización Mundial de la Salud (OMS) recoge en sus informes un total de mil millones de personas con discapacidad. El acceso de estas personas a la tecnología debe tenerse en cuenta en la construcción de una sociedad igualitaria. La misma Organización Mundial de la Salud, a través de la Clasificación Internacional del Funcionamiento, de la Discapacidad y de la Salud (CIF) del año 2001, define la discapacidad como «término genérico que incluye déficit, limitaciones en la actividad y restricciones en la participación. Indica los aspectos negativos de la interacción entre un individuo (con una condición de salud) y sus factores contextuales (factores ambientales y personales)». (Egea, 2006).
La accesibilidad web abarca todas las discapacidades que afectan el acceso a la web, incluyendo las: auditivas, cognitivas, neurológicas, físicas, visuales y los trastornos en el habla. En este sentido, cuando los sitios web están diseñados pensando en la accesibilidad, todos los usuarios pueden acceder en condiciones de igualdad a sus contenidos. Por ejemplo, cuando un sitio tiene un código XHTML semánticamente correcto, se proporciona un texto equivalente alternativo a las imágenes y a los enlaces se les da un nombre significativo, lo que permite a los usuarios ciegos utilizar lectores de pantalla o líneas Braille para acceder a los contenidos. Cuando los vídeos disponen de subtítulos, los usuarios con dificultades auditivas podrán entenderlos plenamente. Si los contenidos están escritos en un lenguaje sencillo e ilustrados con diagramas y animaciones, los usuarios con dislexia o problemas de aprendizaje están en mejores condiciones de entenderlos.
Si el tamaño del texto es lo suficientemente grande, los usuarios con problemas visuales puedan leerlo sin dificultad. De igual modo, el tamaño de los botones o las áreas activas adecuado puede facilitar su uso a los usuarios que no pueden controlar el ratón con precisión. Si se evitan las acciones que dependan de un dispositivo concreto (pulsar una tecla, hacer clic con el ratón) el usuario podrá escoger el dispositivo que más le convenga.
Lo mencionado en los párrafos anteriores se puede resumir en Pautas de Accesibilidad, las cuales explican cómo hacer accesibles los contenidos de la web a personas con discapacidad. Las mismas están pensadas para todos los diseñadores de contenidos de la web y para los diseñadores de herramientas de creación. El fin principal de estas pautas en promover la accesibilidad. Estas pautas son una especificación del World Wide Web Consortium (W3C) que proporciona una guía sobre la accesibilidad de los sitios de la web para las personas con discapacidad. Han sido desarrolladas por la Iniciativa de Accesibilidad en la Web (WAI) del W3C. 

## Limitaciones
Las limitaciones en la accesibilidad de los sitios Web pueden ser:
- Visuales: En sus distintos grados, desde la baja visión a la ceguera total, además de problemas para distinguir colores (Daltonismo).
- Motrices: Dificultad o la imposibilidad de usar las manos, incluidos temblores, lentitud muscular, etc, debido a enfermedades como el Parkinson, distrofia muscular, parálisis cerebral, amputaciones, entre otras.
- Auditivas: Sordera o deficiencias auditivas.
- Cognitivas: Dificultades de aprendizaje (dislexia, discalculia, etc) o discapacidades cognitivas que afecten a la memoria, la atención, las habilidades lógicas, etc.

A las personas con discapacidad podemos añadir el conjunto de personas de la "tercera edad", ya que las carencias y problemas de los medios físicos, así como muchas veces el contenido, hacen que estas personas se encuentren también en riesgo de infoexclusión.

## Problemas de accesibilidad
Las principales dificultades con las que se encuentra la persona con discapacidad suelen ser de:
- Manejo de terminales: Los teléfonos, ordenadores, cajeros automáticos y televisión digital la mayoría de las veces no están diseñados y colocados, en el caso de los cajeros, prestando atención a las necesidades de las personas con discapacidad. La variedad de terminales es muy grande, lo que se debe buscar es seguir la tendencia a reducirlos y acceder a todos los servicios a través de unos pocos.
- Interacción con las interfaces: Los menús, barras de navegación y botones no suelen ser accesibles desde una variedad de terminales adaptados.
- Acceso a los contenidos: Los contenidos a los que se tiene acceso desde un mismo dispositivo son cada vez mayores y, este rápido crecimiento no suele atender las necesidades específicas de la discapacidad.

## Características de un sitio accesible
Un sitio web accesible es:
- Transformable: La información y los servicios deben ser accesibles para todos y deben poder ser utilizados con todos los dispositivos de navegación.
- Comprensible: Contenidos claros y simples.
- Navegable: Mecanismos sencillos de navegación.

## Ayudas técnicas
Las ayudas técnicas, también llamadas tecnologías de apoyo, son los dispositivos empleados por las personas con discapacidad para prevenir, compensar, mitigar o neutralizar la discapacidad que poseen.
Las siguientes son algunas de las tecnologías de apoyo que usan los usuarios discapacitados para navegar de la web:
- Un programa lector de pantalla, que puede leer usando síntesis de voz, los elementos que se muestran en el monitor (de gran ayuda para los usuarios con dificultades de aprendizaje o lectura), o que puede leer todo lo que está pasando en el PC (utilizado por los usuarios ciegos y de visión reducida).
- Líneas Braille, que consiste en dispositivo hardware que convierte el texto en caracteres Braille.
- Un programa magnificador de pantalla que amplía lo que se muestra en el monitor de la computadora, haciéndolo más fácil de leer para los usuarios de visión reducida.
- Eldy es un software que convierte cualquier computadora personal o PC estándar en un equipo fácil de usar para las personas que nunca han usado una computadora antes.

## Pautas de accesibilidad web
El máximo organismo dentro de la jerarquía de Internet que se encarga de promover la accesibilidad es el World Wide Web Consortium (W3C), en especial su grupo de trabajo Web Accessibility Initiative (WAI). En 1999 el WAI publicó la versión 1.0 de sus pautas de accesibilidad web. Con el paso del tiempo se han convertido en un referente internacionalmente aceptado. En diciembre de 2008, las WCAG 2.0 fueron aprobadas como recomendación oficial.
Las personas con diferentes tipos de discapacidad pueden experimentar dificultades para utilizar la web debido a la combinación de barreras en la información de las páginas web, con las barreras de las "aplicaciones de usuario" (navegadores, dispositivos multimedia o ayudas técnicas). Estas pautas tienen relación específicamente con la reducción de barreras en las páginas web (Egea, 2006).
Estas pautas se dividen en tres bloques:
Pautas de Accesibilidad al Contenido en la Web (WCAG)
Están dirigidas a los webmasters e indican cómo hacer que los contenidos del sitio web sean accesibles.
Pautas de Accesibilidad para Herramientas de Autor (ATAG)
Están dirigidas a los desarrolladores del software que usan los webmasters, para que estos programas faciliten la creación de sitios accesibles.
Pautas de Accesibilidad para Agentes de Usuario (UAAG)
Están dirigidas a los desarrolladores de agentes de usuario (navegadores y similares), para que estos programas faciliten a todos los usuarios el acceso a los sitios web.

## Legislación

### Argentina
Ley 26.653 de Accesibilidad de la Información en la Páginas Web. Aprobada por el Congreso Nacional el 3 de noviembre de 2010. La misma, en su Art. 1, especifica que tanto el Estado Nacional como sus organismos descentralizados o aquellas empresas que se relacionen de alguna manera con los servicios o bienes públicos, deberán respetar las normas y los requisitos sobre accesibilidad en el diseño de sus páginas web. El objetivo es facilitar el acceso a los contenidos a todas las personas con discapacidad, para garantizar una igualdad de oportunidades con relación al acceso a la información y evitando la discriminación. 
Asimismo, mediante el Decreto 656/2019, se aprueba la reglamentación de la antemencionada Ley N.º 26.653 y se informa que la autoridad de aplicación de la misma será la ONTI (Oficina Nacional de Tecnologías de Información). Este organismo se ubica como el encargado de asistir y/o asesorar a las personas físicas y jurídicas alcanzadas por esta Ley; además de difundir, aprobar/actualizar y también controlar la observancia de las normas y requisitos de accesibilidad de las páginas web; entre otras funciones.

### España
Desde el año 2002, en España se han desarrollado varias leyes que definen los niveles de accesibilidad y fechas de cumplimiento:
- Ley 34/2002 de 11 de julio, de servicios de la sociedad de la información y de comercio electrónico.
- Ley 51/2003 de 2 de diciembre de Igualdad de Oportunidades, No Discriminación y Accesibilidad Universal con discapacidad (LIONDAU).
- Real Decreto 366/2007 de 16 de marzo, de accesibilidad y no discriminación de las personas con discapacidad en sus relaciones con la Administración General del Estado.
- Ley 27/2007, de 23 de octubre, por la que se reconocen las lenguas de signos españolas y se regulan los medios de apoyo a la comunicación oral de las personas sordas, con discapacidad auditiva y sordociegas.
- Real Decreto 1494/2007, de 12 de noviembre, por el que se aprueba el Reglamento sobre las condiciones básicas para el acceso de las personas con discapacidad a la sociedad de la información.
- Ley 49/2007, de 26 de diciembre, por la que se establece el régimen de infracciones y sanciones en materia de igualdad de oportunidades, no discriminación y accesibilidad universal de las personas con discapacidad.
- Ley 7/2010, de 31 de marzo, General de la Comunicación Audiovisual.
- Ley 26/2011, de 1 de agosto, de adaptación normativa a la Convención Internacional sobre los Derechos de las Personas con Discapacidad.
- Real Decreto Legislativo 1/2013, de 29 de noviembre, por el que se aprueba el Texto Refundido de la Ley General de derechos de las personas con discapacidad y de su inclusión social.
- Real Decreto 1112/2018, de 7 de septiembre, sobre accesibilidad de los sitios web y aplicaciones para dispositivos móviles del sector público.

#### Normativa UNE 139803:2004
Llamada “Aplicaciones informáticas para personas con discapacidad. Requisitos de accesibilidad para contenidos en la web”, proporciona soluciones accesibles para los desarrolladores web, creando un listado de recursos que permiten definir las características que han de cumplirse en materia de los contenidos web en Internet, Intranets y en cualquier otro tipo de redes informáticas, para que éstos puedan ser utilizados por el mayor número de personas, incluyendo las personas con discapacidad y las personas de edad avanzada.

#### Normativa UNE 139803:2012
En 2012, se actualizó para adoptar las WCAG 2.0 como base.

### Europa
- eEurope 2002. "Accesibilidad de los sitios Web públicos y de su Contenido".
- eEurope 2005. "Una sociedad de la información para todos".
- La accesibilidad electrónica Bruselas, 13.09.2005.

#### Normativa CWA 15554:2006
Llamada "Especificaciones para el esquema de la evaluación de la conformidad y marca de calidad sobre accesibilidad web".

### Estados Unidos
- Sección 508, del Acta de Rehabilitación de 1973.

## Beneficios
Los principales beneficios que ofrece la accesibilidad web.
- Aumenta el número de potenciales visitantes de la página web: esta es una razón muy importante para una empresa que pretenda captar nuevos clientes. Cuando una página web es accesible no presenta barreras que dificulten su acceso, independientemente de las condiciones del usuario. Una página web que cumple los estándares es más probable que se visualice correctamente en cualquier dispositivo con cualquier navegador.
- Disminuye los costes de desarrollo y mantenimiento: aunque inicialmente aprender a hacer una página web accesible supone un coste (igual que supone un coste aprender a utilizar cualquier tecnología nueva), una vez se tienen los conocimientos, el coste de desarrollar y mantener una página web accesible es menor que frente a una no accesible, ya que una página web accesible es una página cuyo código cumple con los estándares, menos propensa a contener errores y más sencilla de actualizar.
- Reduce el tiempo de carga de las páginas web y la carga del servidor web: al separar el contenido de la información sobre la presentación de una página web mediante CSS se logra reducir el tamaño de las páginas web y, por tanto, se reduce el tiempo de carga de las páginas web.
- Aumenta la usabilidad de la página web: esto también implica indirectamente, que la página podrá ser visualizada desde cualquier navegador.
- Demostramos que nos implicamos socialmente.
- Aumenta el capital humano de las comunidades de aprendizaje potenciando la inteligencia colectiva.[14]

### Instituciones oficiales
- Guía breve de Accesibilidad Web (W3C)
- WAI: Web Accessibility Initiative

### Legislación
- Legislación española
- Legislación en Materia accesibilidad Web, España
- Legislación sobre accesibilidad web en España, Europa y otros países
- Norma UNE 139803:2004
- Norma UNE 139803:2012
- Norma CWA15554 (enlace roto disponible en Internet Archive; véase el historial, la primera versión y la última).

### Asociaciones
- SIDAR: Seminario de Iniciativas sobre Discapacidad y Accesibilidad en la Red
- Discapnet: Accesibilidad de comunicación
- ADDAW: Asociación por la defensa del derecho a la accesibilidad web

### Artículos
- Evolución de las Pautas de Accesibilidad al Contenido en la Web del W3C. Archivado el 18 de enero de 2022 en Wayback Machine. Documento .pdf introductorio a la accesibilidad web y su evolución, Versión.txt Archivado el 18 de mayo de 2021 en Wayback Machine.
- Manual sobre la Accesibilidad Web
- Qué es accesibilidad web y documentos accesibles

Accesibilidad en la web
- Accesibilidad e Internet
- Mejora de la Accesibilidad Web
- Accesibilidad de Plataformas de Redes Sociales
- Accesibilidad web: tendencias de futuro número monográfico de Novática (2015).

### Libros
- Revilla Muñoz, Olga; Carreras Montoto, Olga. Accesibilidad Web. WCAG 2.1 de forma sencilla. Itakora Press. Madrid, 2018 Archivado el 29 de enero de 2019 en Wayback Machine.
- Egea García, Carlos. Diseño Web para Tod@s. Icaria Editorial. Barcelona, 2007
- Gutiérrez y Restrepo, Emmanuelle. Accesibilidad no intrusiva en la comunicación audiovisual en la web. Tesis doctoral. Universidad Complutense. 2015-2017 Archivado el 1 de enero de 2018 en Wayback Machine.

- Datos: Q808932
- Multimedia: Web accessibility / Q808932